# Indriidae
Gli Indridi (Indriidae Burnett, 1828) sono una famiglia di lemuri endemici del Madagascar.

## Descrizione
Sono lemuri di taglia variabile: alcune specie di Avahi misurano solo 30 cm di lunghezza, mentre l'Indri indri è uno dei più grandi strepsirrini esistenti. In alcune specie (tra cui l'Indri indri) la coda è solo un abbozzo mentre in altre (p.es Propithecus spp.) la lunghezza della coda può superare quella del corpo.
Il colore della pelliccia va dal bianco del Propithecus candidus, sino al grigio-nerastro, passando per le varie sfumature del marrone. Una caratteristica comune alle differenti specie è la faccia nera e glabra.
Gli arti posteriori sono più lunghi degli anteriori; le mani sono lunghe e sottili, e il pollice non può essere opposto correttamente alle altre dita.

## Biologia
Tutte le specie di questa famiglia sono prevalentemente arboricole, anche se spesso si muovono sul terreno. 
A terra mantengono la stazione eretta muovendosi lateralmente con una caratteristica andatura saltellante, con gli arti anteriori tenuti sollevati  Archiviato il 31 maggio 2008 in Internet Archive.. Sugli alberi sono in grado di fare grandi salti, muovendosi con estrema agilità da un albero all'altro.
Sono essenzialmente erbivori, nutrendosi di foglie, fiori e frutti. Come molti erbivori compensano il basso valore nutritivo della loro dieta con lunghi periodi di riposo. Spesso capita di osservarli giacere allungati sugli alberi a prendere il sole.
Vivono in piccoli gruppi da 2 a 15 esemplari, che comunicano fra di loro con versi e anche con espressioni di mimica facciale. Sono in genere monogamici.
La gestazione dura da quattro a cinque mesi e si conclude in genere al termine della stagione secca con la nascita di un singolo piccolo, che continua a vivere con la famiglia di origine per un po' di tempo dopo lo svezzamento, che in genere avviene verso i 5-6 mesi di vita.

## Tassonomia
La famiglia degli Indriidae comprende le seguenti sottofamiglie e generi:
- Sottofamiglia Archaeolemurinae
  - Genere Hydropithecus †
  - Genere Archaeolemur †
- Sottofamiglia Palaeopropithecinae
  - Genere Archaeoindris †
  - Genere Babakotia †
  - Genere Palaeopropithecus †
- Sottofamiglia Indriinae
  - Genere Indri
  - Genere Avahi
  - Genere Mesopropithecus †
  - Genere Propithecus

† = Taxon estinto.

## Conservazione
Secondo la IUCN delle tredici specie di Indridi viventi 3 sono considerate in pericolo critico di estinzione (Propithecus candidus, Propithecus tattersalli, Propithecus perrieri), 4 in pericolo (Indri indri, Propithecus diadema, Propithecus edwardsi, Propithecus coquereli), 3 sono considerate vulnerabili (Avahi occidentalis, Propithecus verreauxi, Propithecus deckenii) e una specie (Avahi laniger) a basso rischio. Le restanti due specie, descritte in epoca relativamente recente, (Avahi unicolor e Avahi cleesei) non sono classificate per mancanza di dati.